# Калиновка (Дубровенский район)
Кали́новка (бел. Калі́наўка) — агрогородок в Дубровенском районе Витебской области Республики Беларусь. В составе Волевковского сельсовета.

## География
Пролегает дорога Н-2700.
Ближайшие населённые пункты Лавки, Ростково и др.

### Гидрография
Пруд Калиновка.

## История
В 1910 году в Холбнянской волости Горецкого уезда Могилёвской губернии.
До 16 сентября 1960 года Калиновка входила в состав Ростковского сельсовета, до 8 апреля 2004 года — в состав Зарубского сельсовета.
В 2009 году деревня Калиновка преобразована в агрогородок.

## Население

### Численность
- 2009 год — 310 жителей

### Динамика
- 1857 год — 134 жителей (Кобылье)[6]
- 1897 год — 323 жителей (Кобылье)
- 1910 год — 51 двор, 198 муж., 204 жен. (Кобылье)[3]
- 1999 год — 367 жителей (перепись населения)
- 2009 год — 310 жителей (перепись населения)[3]

## Инфраструктура
Фельдшерско-акушерский пункт, отделение почтовой связи, торговые объекты.

## Культура
- Дом культуры
- Библиотека
- Музей ГУО «Калиновская средняя школа Дубровенского района имени И. Д. Черняховского»

## Достопримечательность
- Братская могила (1941—1944) —  Историко-культурная ценность Республики Беларусь, шифр 213Д000466.

### Памятник, скульптура
- Памятник В. И. Ленину.
- Памятник землякам, погибшим в годы Великой Отечественной войны.
- Памятник дважды Герою Советского Союза И. Д. Черняховскому.